# Abdelhamid Sabiri
Abdelhamid Sabiri ( em árabe: عبد الحميد صابيري ; Goulmima - 28 de novembro de 1996) é um futebolista profissional marroquino que joga como meia-atacante no Fiorentina e na seleção do Marrocos .

## Vida pregressa
Nasceu no Marrocos e se mudou para a Alemanha aos três anos. Lá, ele foi criado em Frankfurt e tem dupla cidadania da Alemanha e do Marrocos, já jogou pelo Sportfreunde Siegen, 1. FC Nürnberg, Huddersfield Town e SC Paderborn . Nascido no Marrocos, ele representou a Alemanha no nível sub-21, antes de mudar para a Seleção principal do Marrocos em 2022.

## Carreira
Depois de destacar no Sportfreunde Siegen, da quinta divisão alemã e atingir 20 gols e seis assistências em 33 partidas em todas as competições, ele passou para 1. FC Nürnberg em 2016, inicialmente jogando pela segunda equipe do clube . Ele foi promovido ao time pricipal em janeiro de 2017 e marcou cinco vezes em nove 2. Bundesliga aparições no final da temporada. Joga principalmente na posição "número 10" atrás de um atacante central, mas também pode jogar em amplas áreas de ataque.

### Sampdoria
Em 29 de janeiro de 2022, mudou-se para o Sampdoria, clube da Serie A, por empréstimo com opção de compra e obrigação condicional de compra, fez sua estreia na derrota por 2 a 0 para o Atalanta BC Ele marcou seu primeiro gol pelo clube contra o Spezia, em sua sétima participação pelo time.

## Seleções
Foi convocado para a seleção sub-21 da Alemanha em outubro de 2018. Ele marcou uma vez em um total de cinco partidas pela seleção, contra a Holanda .
Em setembro de 2022, foi convocado para integrar a seleção marroquina. Ele jogou sua primeira partida em um amistoso contra o Chile, no qual conseguiu marcar um gol na vitória por 2 a 0 ocorrida no Estádio RCDE de Barcelona .
Foi convocado para a Copa de 2022 no Catar, marcou o primeiro gol do Marrocos e de falta da Copa de 2022, em um lance em que Courtois ficou vendido.